# 圭瓦河

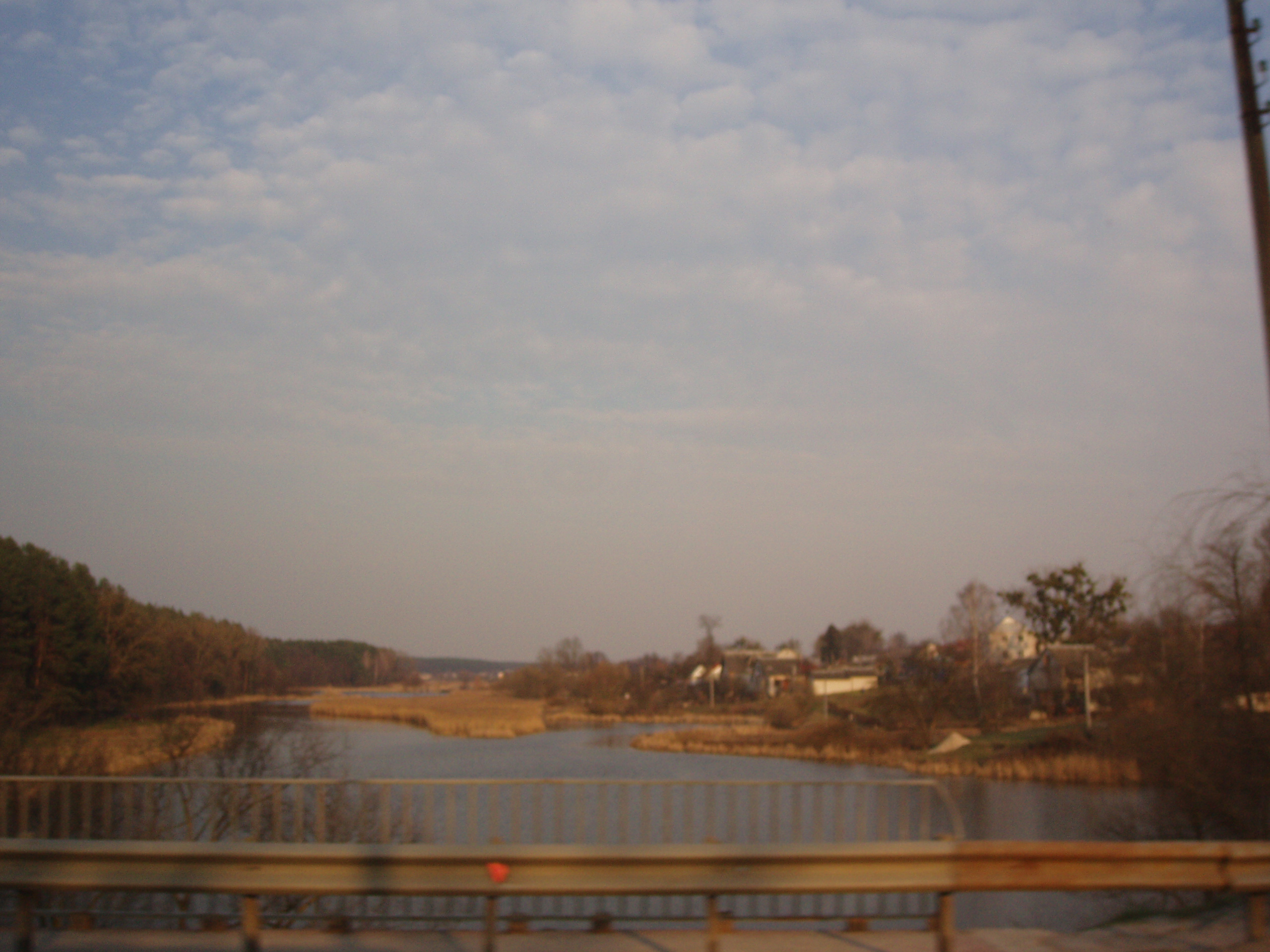

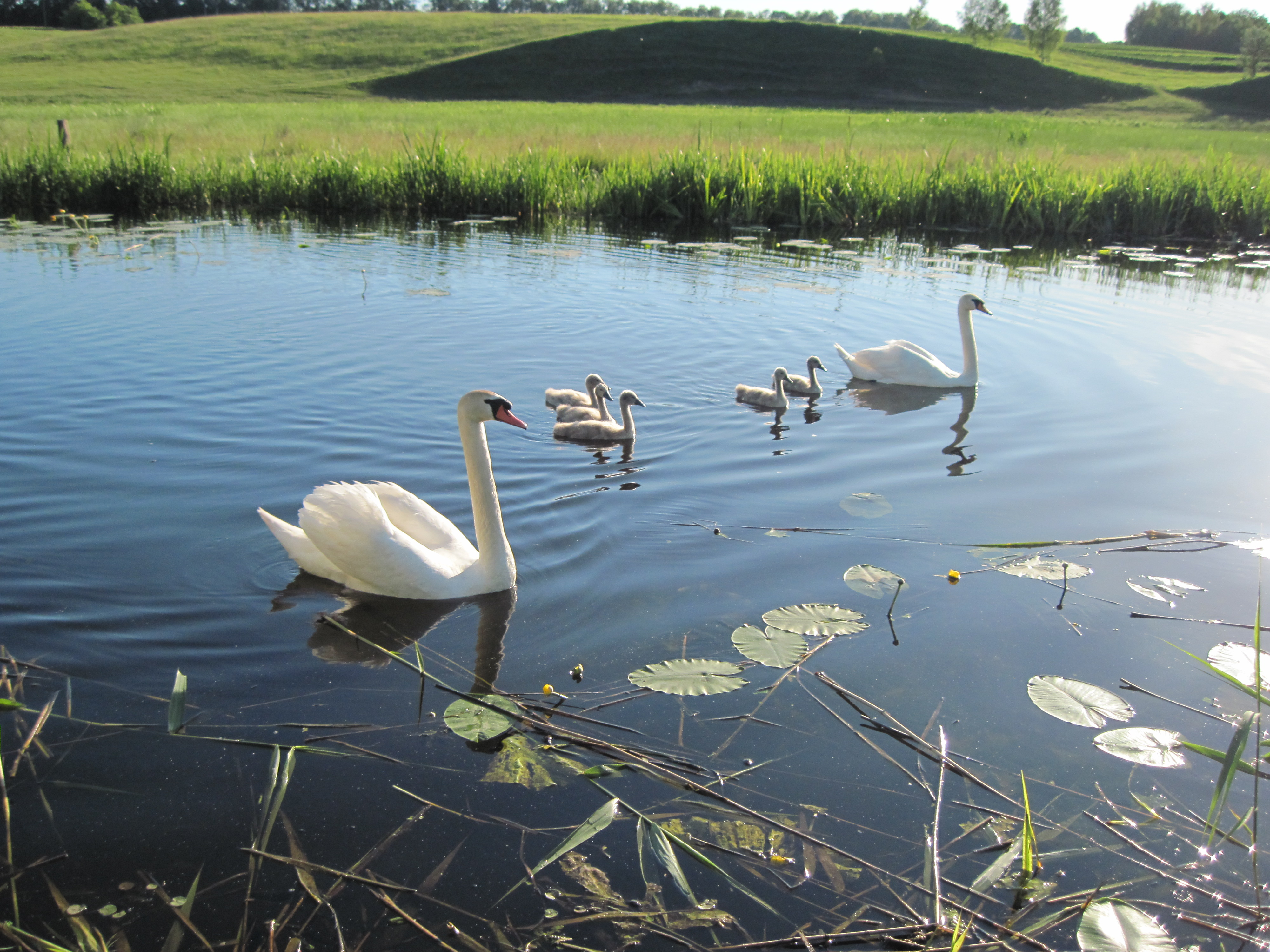
河上的白天鵝

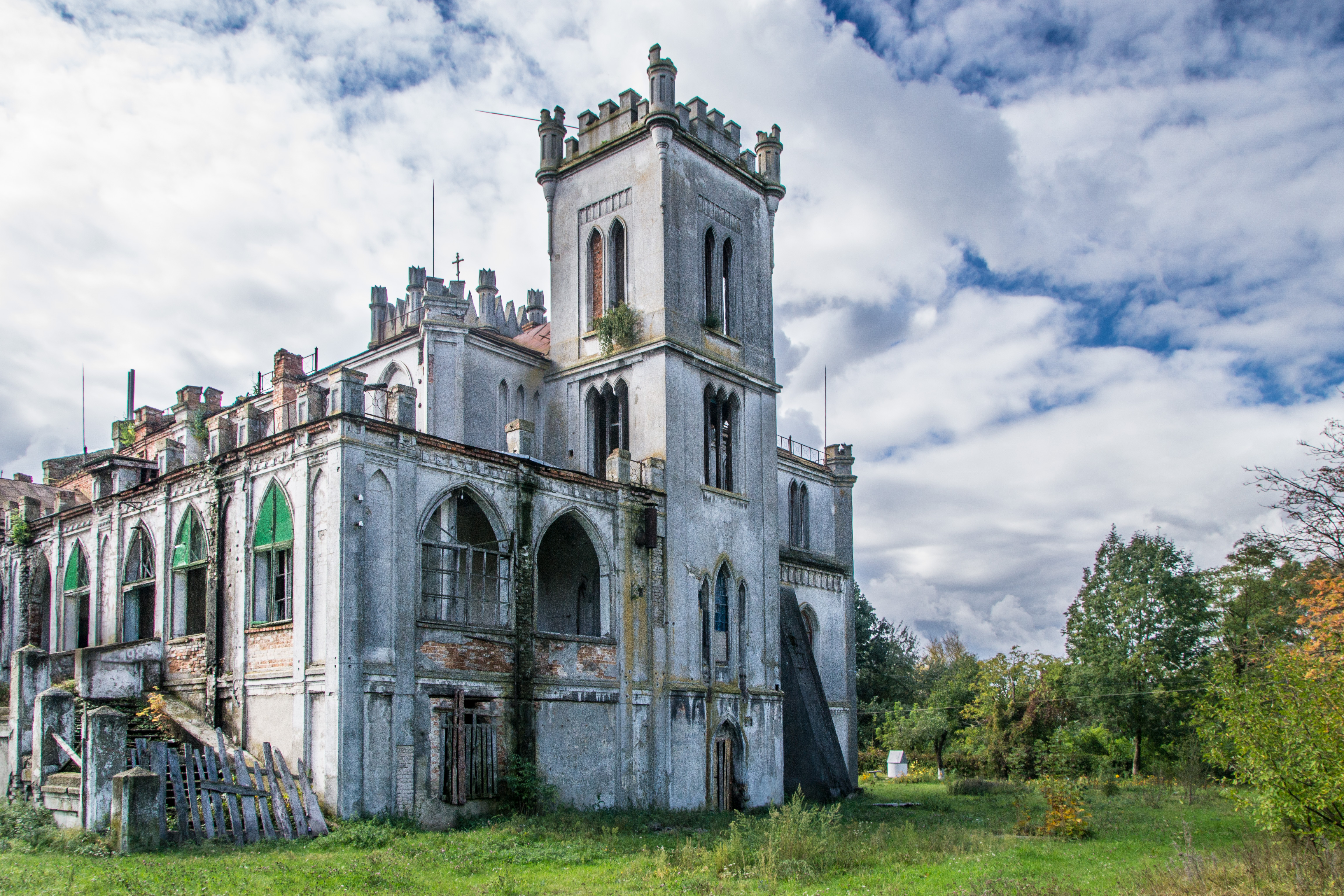
位在切爾沃內的泰雷什琴科宮

圭瓦河（羅馬化：Huiva）是烏克蘭北部河流，流經文尼察州和日托米爾州，為捷捷列夫河的支流；河道全長97公里，流域面積1,505平方公里。圭瓦河在日托米爾州西南方匯入捷捷列夫河。

## 河畔聚落
- 卡什佩里夫卡
- 霍羅德基夫卡
- 哈利琴
- 安德魯希夫卡
- 利什琴
- 盧卡 (日托米爾區)
- 斯科莫羅希
- 新惠溫斯凱